# Escut de Lladurs
L'escut oficial de Lladurs té el següent blasonament:
Escut caironat: de gules, un mont d'or movent de la punta somat d'un castell de sable obert acompanyat de 2 cards de 3 flors d'or, un a cada costat. Per timbre, una corona mural de poble.

## Història
Va ser aprovat el 9 d'abril de 1987 i publicat en el DOGC el 20 de maig del mateix any amb el número 841.
S'hi representa el castell de Lladurs dalt d'un turó; el castell, avui en ruïnes, va pertànyer als vescomtes de Cardona, i precisament els dos cards d'or sobre camper de gules són trets de les armes parlants dels Cardona.